# Planèzes
Planèzes is een gemeente in het Franse departement Pyrénées-Orientales (regio Occitanie) en telt 97 inwoners (2009). De plaats maakt deel uit van het arrondissement Perpignan.

## Geografie
De oppervlakte van Planèzes bedraagt 6,2 km², de bevolkingsdichtheid is dus 15,6 inwoners per km².

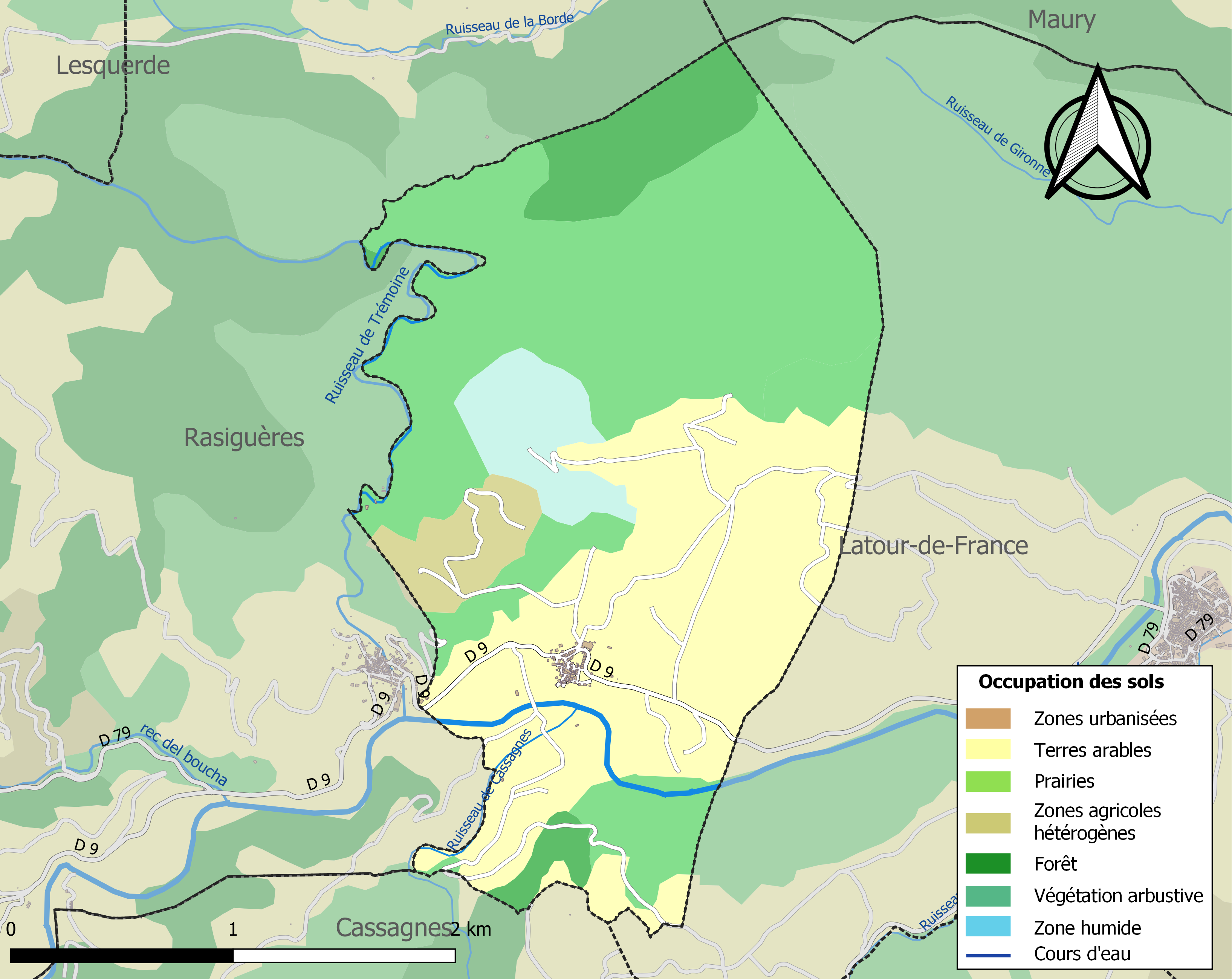
Kaart van de gemeente met de belangrijkste infrastructuur, bodemgebruik en omliggende gemeenten

De Agly stroomt door de gemeente. 

## Demografie
Onderstaande figuur toont het verloop van het inwonertal (bron: INSEE-tellingen).